# Passiflora ischnoclada
Passiflora ischnoclada är en passionsblomsväxtart som beskrevs av Hermann August Theodor Harms. Passiflora ischnoclada ingår i släktet passionsblommor, och familjen passionsblomsväxter. Inga underarter finns listade i Catalogue of Life.